# زبان‌های هلنی‌تبار
زبان‌های هلنی‌تبار شاخه‌ای از زبان‌های هند و اروپایی هستند که شامل یونانی می‌شود. در دسته‌بندی سنتی هلنی‌تبار شامل زبان یونانی است. اما برخی از گروهای زبان‌شناسان تصور می‌کردند که یونانی با برخی از زبان‌های باستانی ارتباط نزدیکی داشته‌است، یا تمایز انواع زبان‌های یونانی به اندازه‌ای بوده که آنها را زبان‌های جداگانه‌ای در دیدگاه بگیریم.